# Parides sesostris
Espèce
Parides sesostris est une espèce d'insectes lépidoptères (papillons) de la famille des Papilionidae, de la sous-famille des Papilioninae, tribu des Troidini, sous-tribu des Troidina et du genre Parides.

## Dénomination
- Parides sesostris a été décrit par l'entomologiste hollandais Pieter Cramer en 1779 sous le nom de Papilio sesostris [1].
- La localité type est le Surinam.

### Synonymie
- Papilio sesostris (Pieter Cramer, 1779), protonyme

### Noms vernaculaires
Il se nomme Emerald-patched Cattleheart ou the Southern Cattleheart en anglais.

## Taxonomie
Parides sesostris est le chef de file d'un groupe qui porte son nom :
Groupe du sesostris
- Parides childrenae (Gray, 1832)
- Parides sesostris (Cramer, 1779)

### Sous-espèces
- Parides sesostris sesostris; présent en Guyane, Guyana, au Surinam dans l'est du Venezuela, en Colombie, en Équateur, en Bolivie,  au Brésil et au Pérou[2].
- Parides sesostris tarquinius (Boisduval, 1836) ; présent à Panama,Guyana, en Colombie, au Venezuela et en Équateur.
- Parides sesostris trinitensis Brown, 1994 ; présent à Trinidad.
- Parides sesostris zestos (Gray, [1853]) ; présent au Mexique, au Costa Rica, au Honduras, au Nicaragua et au Guatemala.
- Parides sesostris zischkai (Forster, 1955) ; présent en Bolivie[3]

## Description
Parides sesostris est un papillon marron iridescent au fort dimorphisme sexuel d'une envergure autour de 86 mm,. Les mâles présentent aux ailes antérieures une tache verte et aux ailes postérieures une tache rouge  alors que les femelles n'ont qu'une tache ronde blanche variable  aux antérieures et une ornementation de taches roses en ligne submarginale aux ailes postérieures.

## Biologie
Parides sesostris sesostris vole de mars à mai puis de juillet à décembre.

### Plantes hôtes
Les plantes hôtes de sa chenille sont des aristoloches dont Aristolochia barbata et Aristolochia bicolor pour Parides sesostris sesostris, Aristolochia sprucei et Aristolochia trianae pour Parides sesostris tarquinius, Aristolochia grandiflora pour Parides sesostris trinitensis et Parides sesostris zischkai.

## Écologie et distribution
Il est présent  au Mexique, à Panama, au Costa Rica, au Honduras, au Nicaragua, au Guatemala, en Guyane, Guyana, Surinam, au Venezuela,  en Colombie, Équateur, au Pérou et au Brésil.

### Biotope
Il réside principalement en lisière de forêt tropicale.

### Protection
Pas de statut de protection particulier.